# Wide Awake (chanson)
Singles de Katy Perry
Part of Me
(2012) Hummingbird Heartbeat
(2012)
Wide Awake (Éveillée) est une chanson de l'artiste américaine Katy Perry. la chanson a été écrite par Perry, Bonnie McKee, Lukasz Gottwald, Max Martin ainsi que par Henry Walker et a été produite par Dr. Luke et Cirkut pour la réédition du troisième album studio de Perry, Teenage Dream: The Complete Confection (2012). Utilisant du dance-pop dans sa composition, Wide Awake parle de la réalité d'une rupture et de sa progression. La chanson a bien été accueillie par les critiques, dont beaucoup ont noté la maturité de Katy Perry dans sa production. 
En seulement 1 semaine, le clip avait déjà atteint plus de 15 millions de vue sur le site communautaire Youtube. Le 22 février 2015, elle cumule plus de 338 millions de vues.

## Liste des pistes
- Téléchargement digital [1]

1. Wide Awake – 3:40
2. Wide Awake (video) – 4:36

## Classement
| Classement (2012)                          | Meilleure position |
| ------------------------------------------ | ------------------ |
| Allemagne (Media Control AG)               | 39                 |
| Australie (ARIA)                           | 4                  |
| Autriche (Ö3 Austria Top 40)               | 28                 |
| Belgique (Flandre Ultratop 50 Singles)     | 25                 |
| Belgique (Wallonie Ultratop 50 Singles)    | 48                 |
| Canada (Hot 100)                           | 1                  |
| Danemark (Tracklisten)                     | 24                 |
| France (SNEP)                              | 33                 |
| Hongrie (Rádiós Top 40)                    | 6                  |
| Hongrie (Single Top 40)                    | 4                  |
| Irlande (IRMA)                             | 6                  |
| Japon (Hot 100)                            | 79                 |
| Liban (Lebanese Top 20)                    | 4                  |
| Nouvelle-Zélande (RMNZ)                    | 1                  |
| Pays-Bas (Nederlandse Top 40)              | 26                 |
| Pays-Bas (Single Top 100)                  | 41                 |
| Tchéquie (IFPI Rádio)                      | 26                 |
| Royaume-Uni (UK Singles Chart)             | 9                  |
| Slovaquie (IFPI Rádio)                     | 13                 |
| Suisse (Schweizer Hitparade)               | 21                 |
| États-Unis (Hot 100)                       | 2                  |
| États-Unis (Pop Airplay)                   | 1                  |
| États-Unis (Dance Club Songs)              | 1                  |
| États-Unis (Adult Pop Songs)               | 1                  |
| États-Unis (Adult Contemporary)            | 2                  |
| Venezuela (Record Report pop rock général) | 1                  |

### Certifications
| Pays             | Organisme | Certification |
| ---------------- | --------- | ------------- |
| Australie        | ARIA      | 6 × Platine   |
| Canada           | CRIA      | 3 × Platine   |
| Danemark         | IFPI      | Or            |
| États-Unis       | RIAA      | 3 × Platine   |
| Italie           | FIMI      | Or            |
| Nouvelle-Zélande | RIANZ     | Or            |

## Historique de sortie
| Pays              | Date            | Format                    |
| ----------------- | --------------- | ------------------------- |
| États-Unis        | 22 mai 2012     | Top 40 / Mainstream radio |
| Vietnam           | 21 juin 2012    | Téléchargement digital,   |
| Singapour         | 21 juin 2012    | Téléchargement digital,   |
| Hong Kong         | 21 juin 2012    | Téléchargement digital,   |
| Taïwan            | 21 juin 2012    | Téléchargement digital,   |
| Thaïlande         | 21 juin 2012    | Téléchargement digital,   |
| Brunei Darussalam | 21 juin 2012    | Téléchargement digital,   |
| Malaisie          | 21 juin 2012    | Téléchargement digital,   |
| Sri Lanka         | 21 juin 2012    | Téléchargement digital,   |
| Philippines       | 18 juillet 2012 | Téléchargement digital    |

## Clip
Dans le clip, Katy vient de finir un tournage et va dans sa loge, où elle s'évade par la pensée . Dans un sombre labyrinthe de pierre avec une fraise surnaturelle et une petite fille étrange, qui se révèle la Katy du passé, puis dans une sorte de couloir d'hôpital, assise dans un fauteuil roulant, elle est aidée par son image d'elle du passé pour sortir du labyrinthe jusqu'à un jardin façon Alice au pays des merveilles... À la fin, la petite fille repart sur son vélo, qui d'ailleurs porte une petite plaque où est marquée "Kathryn"... 